# Калужница плавающая
Калужница плавающая (лат. Caltha natans) — травянистое многолетнее растение, вид рода Калужница семейства Лютиковые (Ranunculaceae).

## Ботаническое описание
Многолетнее травянистое растение, высотой от 15 до 50 сантиметров. Стебель имеет удлиненные конечности, ползучий или стелющийся, укореняется в узлах.
Чередующиеся стеблевые листья разделены на черешок и листовую пластинку. Листовая пластинка самых нижних листьев яйцевидно-кистевидная или сердцевидная, а самые крупные имеют длину от 1 до 2,5 сантиметров и ширину от 1 до 5 сантиметров. Край листа почти цельный.
Период цветения в Северной Америке — с июня по август. Соцветия содержат от двух до шести цветков. Гермафродитный цветок радиально-симметричный, диаметром от 8 до 13 миллиметров. Лепестки длиной от 4 до 7, редко до 8 миллиметров, белые или розоватые. Пестик и рыльце изогнутые, длиной от 0,1 до 0,4 миллиметра. Рыльце длиной от 0,5 до 0,5 миллиметра.
Плоды от 20 до 55 без плодоножек, широко раскидистые, вытянутые, длиной от 3,2 до 6,5 мм и шириной от 1 до 2,5 мм. Семена широко эллиптические, длиной от 0,5 до 0,8 мм.
Число хромосом 2n = 16 или 32.

## Распространение и экология
Произрастает в неглубоких ручьях и речках, в лужах, канавах, по берегам озёр, на болотах и бобровых прудах. Стебли укореняются в грязи, иле или глине. Можно встретить растущим в популяциях с несколькими разрозненными особями или в виде плотных ковриков, состоящих из множества растений. 
Встречается в прохладных центральных и северо-западных районах Северной Америки, Восточной Сибири, Северном Китае и Монголии. Имеются данные об обнаружении вида в северо-восточной части Внутренней Монголии, Хэйлунцзяна, Аляске, Канаде, Миннесоте и Висконсине.

## Таксономия
Впервые описание вида под названием Caltha natans Pall. опубликовано в 1776 году Петром Симоном Палласом в «Reise durch verschiedene Provinzen des russischen Reichs». Затем в 1970 году описание было опубликовано под названием Thacla natans (Pall.) Deyl & Soják Милоа Дейлом и Иржи Сояком в журнале «Sborník Národního Muzea v Prazĕ». Какое из двух названий общепринято, является спорным.

## Использование
Вид редко используется в качестве декоративного растения для прудов.